# یوکی سائوتومه
یوکی سائوتومه (انگلیسی: Yuki Saotome؛ زادهٔ ۱۴ مهٔ ۱۹۹۶) بازیگر اهل ژاپن است.